# Gynaecoserica gogonaica
Gynaecoserica gogonaica är en skalbaggsart som beskrevs av Ahrens 1999. Gynaecoserica gogonaica ingår i släktet Gynaecoserica och familjen Melolonthidae. Inga underarter finns listade i Catalogue of Life.